# Naoto Otake
Naoto Otake (n. 18 octombrie 1968) este un fost fotbalist japonez.

## Statistici
| Japonia | Japonia | Japonia |
| An      | Meciuri | Goluri  |
| ------- | ------- | ------- |
| 1994    | 1       | 0       |
| Total   | 1       | 0       |